# Sicydium cocoensis
Sicydium cocoensis är en fiskart som först beskrevs av Heller och Snodgrass, 1903.  Sicydium cocoensis ingår i släktet Sicydium och familjen smörbultsfiskar. Inga underarter finns listade i Catalogue of Life.